# Antiguraleus howelli
Antiguraleus howelli é uma espécie de gastrópode do gênero Antiguraleus, pertencente a família Mangeliidae.